# جرج امرسون
جرج امرسون (انگلیسی: George Emmerson; ۱۵ مهٔ ۱۹۰۶ – ۱۹۶۶ (۵۹−۶۰ سال)) بازیکن فوتبال اهل بریتانیا بود.
از باشگاه‌هایی که در آن بازی کرده‌است می‌توان به باشگاه فوتبال کویینز پارک رنجرز، باشگاه فوتبال گیلینگام، باشگاه فوتبال تانبریج ولز، باشگاه فوتبال روچدیل، باشگاه فوتبال میدلزبرو، و باشگاه فوتبال کاردیف سیتی اشاره کرد.